# Mala Erpenja
Mala Erpenja is een plaats in de gemeente Krapinske Toplice in de Kroatische provincie Krapina-Zagorje. De plaats telt 751 inwoners (2001).